# フランシス・マルテス
フランシス・ユークリデス・マルテス・スアソ（Francis Euclides Martes Suazo, 1995年11月24日 - ）は、ドミニカ共和国サンチェス・ラミレス州コトゥイ出身のプロ野球選手（投手）。右投右打。メキシカンリーグのオアハカ・ウォーリアーズ所属。愛称はチャンチ（Chanchi）。

## 経歴

### プロ入りとマーリンズ傘下時代
2012年11月、アマチュア・フリーエージェントでマイアミ・マーリンズと契約を結んでプロ入り。2013年はドミニカン・サマーリーグ・マーリンズでプレーした。

### アストロズ時代
2014年7月31日にジャレッド・コザート、エンリケ・ヘルナンデス、オースティン・ウェイツとのトレードで、コリン・モラン、ジェイク・マリスニックと共にヒューストン・アストロズへ移籍した。
2015年は傘下のA級クァッドシティーズ・リバーバンディッツでプレーした。
2017年6月8日にメジャー初昇格を果たし、翌9日のロサンゼルス・エンゼルス戦でデビューを果たした。
2019年3月13日に禁止薬物のクロミフェンに陽性反応を示し、80試合の出場停止処分を科せられた。
2020年2月17日に禁止薬物のアナボリックステロイド（ボルデノン）の陽性反応を示し、162試合の出場停止処分を科せられた。
2021年6月30日にDFAとなり、7月4日にマイナー契約となった（AAA級シュガーランド・スキーターズに配属。）。8月17日に自由契約となった。

### メキシカンリーグ時代
2022年4月18日にメキシカンリーグのメキシコシティ・レッドデビルズと契約した。6月29日に自由契約となった。6月30日に同リーグのオアハカ・ウォーリアーズと契約した。この年は2球団合計で17試合（うち先発16試合）に登板して、5勝2敗、防御率6.78という成績だった。

## 詳細情報

### 年度別投手成績
| 年 度    | 球 団    | 登 板 | 先 発 | 完 投 | 完 封 | 無 四 球 | 勝 利 | 敗 戦 | セ 丨 ブ | ホ 丨 ル ド | 勝 率 | 打 者 | 投 球 回 | 被 安 打 | 被 本 塁 打 | 与 四 球 | 敬 遠 | 与 死 球 | 奪 三 振 | 暴 投 | ボ 丨 ク | 失 点 | 自 責 点 | 防 御 率 | W H I P |
| -------- | -------- | ----- | ----- | ----- | ----- | -------- | ----- | ----- | -------- | ----------- | ----- | ----- | -------- | -------- | ----------- | -------- | ----- | -------- | -------- | ----- | -------- | ----- | -------- | -------- | ------- |
| 2017     | HOU      | 32    | 4     | 0     | 0     | 0        | 5     | 2     | 0        | 2           | .714  | 249   | 54.1     | 51       | 7           | 31       | 3     | 8        | 69       | 8     | 0        | 40    | 35       | 5.80     | 1.51    |
| MLB：1年 | MLB：1年 | 32    | 4     | 0     | 0     | 0        | 5     | 2     | 0        | 2           | .714  | 249   | 54.1     | 51       | 7           | 31       | 3     | 8        | 69       | 8     | 0        | 40    | 35       | 5.80     | 1.51    |

- 2021年度シーズン終了時

### 年度別守備成績
| 年 度 | 球 団 | 投手（P） | 投手（P） | 投手（P） | 投手（P） | 投手（P） | 投手（P） |
| 年 度 | 球 団 | 試 合     | 刺 殺     | 補 殺     | 失 策     | 併 殺     | 守 備 率  |
| ----- | ----- | --------- | --------- | --------- | --------- | --------- | --------- |
| 2017  | HOU   | 32        | 4         | 4         | 0         | 0         | 1.000     |
| MLB   | MLB   | 32        | 4         | 4         | 0         | 0         | 1.000     |

- 2021年度シーズン終了時

### 背番号
- 58（2017年）
- 48（2022年 - 2022年途中）
- 89（2022年途中 - 2022年修了）